# Слэник-Молдова
Слэни́к-Молдо́ва (рум. Slănic Moldova) — курортный город в Румынии (жудец Бакэу). Известен своими минеральными источниками, международный бальнеологический курорт (с перерывами) с середины XIX века.

## География
Город расположен в долине реки Слэник в Восточных Карпатах, на юго-западе жудеца Бакэу. Узкая и длинная долина окружена высокими горными склонами, высота центра города над уровнем моря 530 метров, в то время как по соседству располагаются высоты от 832 метров до 1015 м (горнолыжный курорт Пэлтиниш) и выше.
Общая площадь города превышает 115 квадратных километров, но из этой площади свыше 92 квадратных километров покрыто лесом.
Горы вокруг Слэник-Молдова состоят из олигоценовых отложений. Основные породы — кливский песчаник и сланцы, с тонкими прослойками минеральных солей и других ископаемых, таких, как сера, в которых попадаются скелеты ископаемых морских организмов. Истоки реки Слэник расположены в районе более старых эоценовых отложений. Родники, пробивающиеся через песчаники и сланцы, выходят на поверхность богатыми солями и железистыми соединениями, а также диоксидом углерода, создавая так называемые мофеты.

### Климат
Климат Слэник-Молдова, расположенного в ущелье, более мягкий по сравнению с окружающими горными районами. Его отличает тёплое лето, медленно переходящее в осень, характеризуемую долгими холодными дождями, и мягкая зима. Средняя годовая температура — 7,1° по Цельсию; в самом тёплом месяце, июле, средняя температура составляет 17,8° по Цельсию; самый холодный месяц года — январь (средняя температура −4 по Цельсию). Среднее атмосферное давление низкое, около 720 мм ртутного столба (в летние месяцы ниже, в осенние и зимние выше). Поросшие лесами горы и прохладные умеренные ветры, преимущественно юго-западные, обеспечивают городу чистый воздух.

### Флора и фауна
За счёт перепада высот вокруг города, формы и ориентации долины и связанных с этим погодных условий, флора Слэник-Молдова и окрестностей расположена в несколько этажей: буковый лес, субальпийские хвойные леса и луга. Буковый лес в отдельных местах может подниматься до высот в один километр, и на его границе с сосновыми лесами могут появляться берёзовые рощи.
Летом в полосе буковых лесов появляются первоцветы, колокольчики, пролески, цветы шафрана весеннего и гвоздики. Иногда встречаются мышиные глазки (Saxifraga cymbalaria); на опушках леса растут малина, перечная мята, можно увидеть горечавку и стрелолист. В хвойных лесах в основном растут ели и пихты, эти леса могут подниматься до высших точек в окрестностях города, вершин Шандру-Маре и Немира-Циганка (около полутора тысяч метров над уровнем моря).
В долине Слэник встречаются как крупные млекопитающие (медведи, волки, лисы, дикие свиньи). В лесах живёт большое количество белок. Пресмыкающиеся представлены ящерицами (зелоными и живородящими), попадаются гадюки. В горных ручьях и верховьях Слэника водятся форель и хариус.

### Транспортное сообщение
Слэник-Молдова связан с соседним городом Тыргу-Окна автобусным маршрутом и автомобильной дорогой DN12B, длина которой 18 километров. Тыргу-Окна связан с более крупными населёнными пунктами как автомобильными трассами, так и железной дорогой.

## История
Первое письменное упоминание о регионе относится к 1755 году, в дарственной бумаге, подписанной князем Константином Раковицэ; в бумаге этот регион упомянут как место расположения соляных месторождений.
В 1801 году во время охоты в лесах вокруг реки Слэник кавалерийский офицер и придворный Михай Спиридон, владелец соседних соляных копей, наткнулся на источник. Бутылка с водой из источника была отправлена в Окна, где обнаружили высокое содержание минеральных солей. Спиридон начал работы по расчистке леса вокруг источника и вскоре лесорубы нашли ещё один, с более приятной на вкус водой. Уже в 1804—1807 годах были обнаружены ещё три источника. В 1808 году вышедший в отставку Спиридон поселил неподалёку от источников двенадцать крестьянских семей, работавших в соляных копях и ухаживавших за источниками за освобождение от барщины. В память об этих событиях источник № 1 в Слэник-Молдова неофициально называется «Михаил».
С 1812 года источники начинают посещать больные, наслышанные о лечебном эффекте минеральных вод Германии, и в 1816 году там строятся два больших дома для их приёма. В 1824 году выдаётся коронная лицензия на строительство водолечебного центра, и к 1830 году начинается строительство лечебных купален. Примерно в это же время новоприбывшие поселенцы основывают две деревни, и в 1840 году они впервые появляются на картах как единый населённый пункт. Лечебница продолжает расти, и в 1852 году проводится сравнительный анализ местной воды с водой таких бальнеологических курортов, как Виши, Мариенбад, Карлсбад, Бад-Киссинген и Спа. Вода источников № 1, 3 и 4 завоевала серебряную медаль Международной бальнеологической выставки во Франкфурте, а до этого, в 1833 году в Вене, местная вода была удостоена золотой медали.
В 1887 году была начата планомерная перестройка города и превращение его в курорт. Работы продолжались до 1912 года, и в их ходе были снесены старые постройки и возведён ряд гостиниц, казино и театр, а также разбиты парки. Лечебные возможности были расширены за счёт добавления ингалятория. В этот же период налаживается регулярное железнодорожное сообщение в окрестных городах, а в 1890 году строится дорога, соединяющая Тыргу-Окна и город, к этому моменту получивший прозвище «Жемчужина Молдавии». Вода из Слэник-Молдова завоевала золотые медали на выставке в Бухаресте в 1894 году и на Всемирной выставке 1900 года в Париже.
В годы Первой мировой войны в районе курорта шли боевые действия, превратившие Слэник-Молдова в руины. Гостиницы и водолечебницы были разрушены огнём германской и австрийской артиллерии. Восстановление началось только в 1930-е годы. В 1948 году, после национализации лечебно-оздоровительных учреждений, начинается возрождение региона. Курорт был подключён к национальной системе энергоснабжения, построен новый современный санаторий. Соляные копи в соседнем Тыргу-Окна были превращены в спелеотерапевтический комплекс для больных бронхиальной астмой. С 1974 года Слэник-Молдова снова является международным курортом.

## Население и политика
Население города, составлявшее менее 2200 человек в январе 1948 года, на 1 июля 2007 года составляло 5069 человек.
Городскую администрацию с 2004 года возглавляет Андрей Сербан. Из 15 членов городского совета двенадцать представляют Социал-демократическую партию Румынии.

## Курорт
Все источники Слэник-Молдова расположены вдоль реки Слэник на небольшом расстоянии друг от друга, иногда группами по 3-4 сразу. Самый дальний источник, № 2, находится на расстоянии 800 метров от сосредоточения санаториев и гостиниц. Всего в долине Слэник насчитывается 20 источников, в том числе:
- «300 ступеней»: олигоминеральная, акра-топогическая с очень низкой минерализацией, применяется при диурезе и, в сочетании с водой других источников, при прочих заболеваниях мочевого тракта
- № 1: хлористая, углекислая, натриевая, содовая, слабосернистая, гипотонная; рекомендуется при желудочных заболеваниях — язве и диспепсии, а также холецистите
- № 1-бис: хлористая, натриевая, содовая, углекислая, слабосернистая, гипертонная; по сравнению с предыдущим источником более сернистая и концентрированная; рекомендуется при язвенной болезни и гастродуодените, диспепсии, холецистите, колопатиях
- № 3: хлористая, углекислая, натриевая, содовая, слабосернистая, гипотонная, ещё более концентрированная; рекомендуется при холециститах и родственных заболеваниях, а также желудочных дискинезиях гипотонического типа, противопоказана при гипертонии и заболеваниях почек
- № 14: вода схожа с водой предыдущего источника, но кроме этого бромированная, иодированная, с повышенным содержанием железа (10 мг/л) и менее сернистая; рекомендуется пациентам, плохо переносящим серу
- № 15: хлористо-натриевая, содовая, углекислая, сернистая, гипертонная; показания к применению те же, что у воды источника № 1
- № 6: хлористая, натриевая, содовая, самая концентрированная из вод Слэник-Молдова; назначается с наибольшей осторожностью при хронических гастритах и холециститах, желчнокаменных болезнях и болезнях, сопровождаемых пониженной кислотностью
- № 8 и № 10: хлористая, содовая, натриевая, углекислая, слабосернистая, гипертонная, назначается в тех же случаях, что и вода источника № 6, но назначение не требует таких предосторожностей, так как содержание солей намного ниже; как правило, вода этих двух источников назначается одновременно из-за разного влияния на выделение соляной кислоты
- № 2: легкощелочная, натриевая, содовая, средней концентрации, гипотоническая, типа Виши; эффективна при заболеваниях почек, хроническом гепатите, гастродуоденитах, кишечных заболеваниях, легко переносится пожилыми людьми. За шум, издаваемый вырывающимся углекислым газом, этот источник получил прозвище Clocotişul
- № 5: углекислая, сернокислая, кремнистая, гипотоническая, содержит кремний. Не питьевая, применяется при ингаляциях и наружно (пульверизация, промывания) при заболеваниях дыхательного аппарата и в случаях, когда требуется вяжущий, противовоспалительный эффект
- № 8-бис: сернокислая, железистая, слабосернистая, углекислая, гипотонная; рекомендована при анемиях
- «Каскада»: сернистая, хлористонатриевая, слабоуглекислая, содержит небольшие количества сероводорода и сульфидов щелочных металлов и в основном используется для ингаляций при респираторных заболеваниях, так как помогает восстанавливать утраченную серу в слизистой оболочке бронх
- «Ботул Кешкешулуй»: слабоминерализованная, железистая, углекислая, со значительной концентрацией кремния, легко переносится детьми, назначается при аллергиях и нехватке железа, в том числе при анемиях

В курс лечения пациентов санаториев и лечебниц Слэник-Молдова часто включаются также посещение спелеотерапевтической лечебницы Тыргу-Окна, расположенной в выработанных соляных копях (рекомендована при аллергиях и бронхиальной астме), и проём воды из источника Чунгет с щелочной слабохлорированной водой типа Виши Гран-Гриль (также напоминает воды Боржоми и Ессентуков); бутилированная вода доставляется в Слэник-Молдова от источника, расположенного в 45 километрах оттуда, и рекомендуется при язвенных болезнях и хроническом гепатите.

## Достопримечательности
- Водопад Каскада Слэник
- «300 ступеней» — подъём на гору Добру (перепад высот 300 метров)
- Форельная ферма
- Казино — памятник архитектуры XIX века